# Савкович
Савкович (Savković,Савковић) — деревня в Сербии. Она расположена в общине Любовия, в Мачванском округе Центральной Сербии. Большинство жителей деревни — этнические сербы. Население в 2002 году составляло 321 человек.

## Динамика численности населения
- 1948: 675
- 1953: 721
- 1961: 692
- 1971: 566
- 1981: 460
- 1991: 350
- 2002: 321[2]